# Emmetrophysis
Emmetrophysis là một chi bướm đêm thuộc họ Gelechiidae.